# Secchi-Scheibe

Modell einer Secchi-Scheibe

Verschiedene Secchi-Scheiben

Die Secchi-Scheibe ist ein von dem italienischen Universalgelehrten und Jesuitenpater Angelo Secchi im Jahr 1865 entwickeltes und noch heute gebräuchliches limnologisches Hilfsgerät für die rasche und einfache Ermittlung der Sichttiefe in einem Gewässer.
Die Secchi-Scheibe ist eine in der Regel kreisförmige Blechscheibe von ca. 20–50 cm Durchmesser. Sie ist in vier Sektoren abwechselnd schwarz und weiß lackiert. Auf der Rückseite unter dem Mittelpunkt wird ein Gewicht befestigt. An der Oberseite wird im Mittelpunkt ein Seil mit einer Längenmarkierung befestigt. An diesem Seil wird diese Scheibe in somit waagrechter Lage im Gewässer abgesenkt und dabei bis zu ihrem visuellen Verschwinden beobachtet. Die Tiefe des Verschwindens wird an der Maßteilung des Seiles abgelesen und als „Sichttiefe“ oder „Secchi-Tiefe“ zs registriert.
Diese Sichttiefe wird u. a. zur Abschätzung der Tiefe der trophogenen Zone in einem See oder allgemein zur Charakterisierung der Trübung und Färbung eines Gewässers, insbesondere durch Plankton-Organismen oder durch mineralische Eintrübungen, benutzt. In ungefähr doppelter Sichttiefe ist vielfach die Grenze der positiven Photosynthesebilanz erreicht (Assimilation > Dissimilation).